# Studenica (rivière)
Pour les articles homonymes, voir Studenica.
 (juillet 2014).
Si vous disposez d'ouvrages ou d'articles de référence ou si vous connaissez des sites web de qualité traitant du thème abordé ici, merci de compléter l'article en donnant les références utiles à sa vérifiabilité et en les liant à la section « Notes et références ».
La Studenica, en serbe en écriture cyrillique : Студеница, est une rivière du sud-ouest de la Serbie et  un affluent gauche de l'Ibar.

## Géographie
Sa longueur est de 60 km.
La Studenica appartient au bassin versant de la mer Noire ; son propre bassin couvre une superficie de 582 km2. La rivière n'est pas navigable.
En serbe, le nom de la rivière, Studenica, signifie « la rivière froide ».

## Origine
La Studenica, sous le nom de Crna reka (la « rivière noire »), prend sa source sur les pentes septentrionales des monts Golija, à une altitude de 1 615 m. La densité des forêts et la végétation qui couvre ces monts a permis la préservation d'une importante biodiversité. En 2001, les monts Golija ont ainsi été déclarés Réserve de biosphère, dans le cadre du programme sur l'homme et la biosphère de l'UNESCO.
La rivière s'oriente d'abord vers le nord et suit un cours parallèle à celui de la Brusnička reka. Elle passe à Crna Reka, Koritnik, Ratari et Pločnik. Entre les villages de Devići et de Čečina, la Crna Reka et la Brusnička reka mêlent leurs eaux et la rivière, ainsi augmentée, poursuit sa course sous le nom de Studenica.

## La vallée de la Studenica
La Studenica a creusé une vallée longue et profonde, ressemblant à une gorge s'étendant d'ouest en est, entre les monts Radočelo (au sud) et Čemerno (au nord). Les villages d'Usilje, de Pridvorica, de Mlanča et de Miliće sont situés dans la vallée, ainsi que le monastère d'Isposnica et la grotte de Čemerno.
Le monastère de Studenica, l'un des plus anciens et des plus célèbres de tous les monastères orthodoxes de Serbie se trouve également dans la vallée. Depuis 1986, il est inscrit sur la liste du patrimoine mondial de l'UNESCO. Le monastère est situé près du village de Studenica.
Après le village de Kosurići, la Studenica oriente sa course vers le nord et se jette dans l'Ibar dans la petite ville d'Ušće.

## Controverse
La rivière possède un important potentiel hydroélectrique qui n'est pas encore exploité. À la fin des années 1980 et au début des années 1990, le gouvernement a appuyé un projet de barrage qui aurait donné naissance à un lac artificiel. Devant les protestations suscitées par le projet, notamment de la part de l'Église, l'idée a été abandonnée. Cependant, elle réapparaît de temps à autre dans les médias.